# Monte Hano (montaña)
Monte Hano o Montehano es una pequeña montaña de 186 metros de altura situada en la isla de Montehano, municipio de Escalante, (Cantabria, España). En su cima se encuentran los restos del castillo homónimo, y muy cerca de él, búnkeres y trincheras de la Guerra Civil. Una considerable parte del monte ha desaparecido por la actividad de una cantera, hoy abandonada. De la misma cantera parte una ruta que sube hasta los restos del castillo y los búnkeres. Cruzando la CA-241, se encuentra el Convento de San Sebastián de Hano. Es un monte cónico con una base de 850 metros de diámetro.

## Historia
Situado en el término municipal de Escalante, emergiendo de las marismas, ha atraído la atención del hombre desde la prehistoria.
El nombre Hano podría derivar de anus-i (anillo, aro). Dicho topónimo se extiende por diversos lugares de Cantabria que guardan en común una forma circular. Otra posible acepción es fanum-i (templo, lugar sagrado). La religión de los antiguos cántabros confería un carácter sagrado a los árboles y bosques. En el monte Hano confluía un bosque rico y frondoso con una forma cónica casi perfecta que sin duda atrajo a los habitantes de estas tierras antes de la romanización.
La cima del monte Hano alberga los restos de un recinto medieval, aunque no sería descabellado que éstas se asentasen sobre los vestigios de una pequeña fortificación cántabra (castro). Se conocen hasta tres montes cercanos con estructuras y restos arqueológicos que se corresponden con poblados cántabros prerromanos. La cuestión está oscurecida en el monte Buciero, donde a día de hoy el conocimiento histórico salta del año 5500 antes de nuestra era a la ocupación romana en el entorno de la iglesia de Santa María de Puerto, ya en los siglos I al IV de nuestra era, a excepción de unos fragmentos cerámicos aparecidos en la Cueva de la Hiedra los cuales serían el único puente entre ambas épocas.
Monte Hano, en su pequeña extensión, es todo un compendio de leyendas (el supuesto tesoro en un subterráneo de un castillo medieval o el supuesto faro que ocupó su cumbre), despropósitos sangrantes (una cantera que dejó el monte casi a la mitad y de la que ya no se extrae roca, pero sigue contaminando en medio de una reserva natural), dos cuevas con ocupación prehistórica (hoy cegadas), un convento plagado de historia situado a sus pies y un búnker paralizado desde el verano de 1937.

### Los búnkeres y las trincheras
En los meses de agosto-septiembre de 1937, el momento decisivo en que la contienda se decanta a favor del lado sublevado, se inscribe la fortificación de Monte Hano, aunque estas fortalezas no llegaron a ser utilizadas, ya que la Guerra Civil concluyó en Escalante once días después de que el contingente Republicano concluyera las obras.
El búnker aprovecha la formación rocosa en un punto orientado al suroeste. Un grueso muro salpicado de troneras irregulares que cierra una oquedad natural creando un habitáculo resguardado.
La fortificación del monte Hano se completa con una extensa trinchera de hasta cuatro metros de altura excavada en roca y tierra que recorre parcialmente el perímetro de la cumbre.
El conjunto gozaba del control visual de un amplio pedazo de Trasmiera. Su finalidad principal era controlar el acceso terrestre desde Cicero, así como la red ferroviaria. En una loma de esta población se encuentran diversos nidos de ametralladora que completarían el sistema defensivo.